# Средња Азија
Средња или централна Азија (енгл. Central Asia; географски појам који користе Уједињене нације у својој категоризацији геополитичких подрегија) је огромна континентална област у Азији. 
Постоје различите дефиниције њених граница, али ниједна није општеприхваћена. Средња Азија поседује важне упечатљиве особине. Пре свега, она је историјски била повезана са номадским народима и Путем свиле, што ју је чинило раскрсницом путева и размене добара и идеја између Европе, Блиског истока, јужне Азије и источне Азије (Далеког истока). Ова област се понекад зове и „Унутрашња Азија” и као таква део је ширег евроазијског континента. Државе средње Азије су бивше чланице Совјетског Савеза: Узбекистан, Казахстан, Туркменистан, Таџикистан и Киргистан.

## Дефиниције
Идеју Средње Азије као засебне регије света представио је географ Александар фон Хумболт 1843. године. Границе Средње Азије су предмет бројних дефиниција. Многе књиге још увек називају ово подручје „Туркестан”, име које се користило пре Стаљинове власти. 
Најограниченија дефиниција је била службена дефиниција Совјетског Савеза који је дефинисао „Средњу Азију” као подручје које обухвата само Узбекистан, Туркменистан, Таџикистан и Киргистан, али не и Казахстан. Ова се дефиниција често користила изван Совјетског Савеза у том периоду. Руски језик ипак има два различита термина: Средња Азија (ужа дефиниција која укључује само традиционално несловенске, „средњоазијске” земље које су инкорпориране унутар граница историјске Русије) и Централна Азија (шира дефиниција која укључује „средњоазијске” земље које никада нису биле део историјске Русије). У Руској Федерацији је данас Казахстан укључен у нову дефиницију „Средње Азије”. 
Убрзо након независности, вође пет бивших совјетских република сусрели су се у Ташкенту и објавили да би дефиниција Средње Азије требало да укључује Казахстан. 
Унескова општа историја Средње Азије написана управо пре распада Совјетског Савеза дефинише регију на основу климе и користи далеко веће границе. Према Унеску Средња Азија обухвата Монголију, западну Кину (укључујући Тибет), североисточни Иран, Авганистан и западни Пакистан, средњоисточну Русију јужно од тајге, бивше средњоазијске совјетске републике, али чак и Пенџаб, северну Индију и Пакистан. 
Други начин дефинисања региона се заснива на етницитету, а посебно обухвата подручја настањена источним туркијским, источним иранским и монголским народима. Та подручја укључују Синкјанг, туркијско / муслиманске регије јужног Сибира, пет република, авгански Туркестан и Тибетанце. Наведени народи се сматрају „урођеним” народима непрегледне регије. Колонизација и насељавање Хан Кинеза, Иранаца и Руса уследило је тек касније.

## Природне одлике
Средња Азија је екстремно велика регија разнолике географије, укључујући високе висоравни и планине (Тјен Шан), огромне пустиње (Каракум, Кизил Кум, Такла Макан), те посебно бешумне травнате степе. Велики део земље је веома непогодан за пољопривредну производњу. Пустиња Гоби се простире од подножја Памира, 77° источно, до планина Великог Хингана, 116—118° источно. 
Средња Азија има следеће географске екстреме: 
- Најсевернију пустињу на свету (пешчана дине) код Буруг Делин Елса, Монголија, 50° 18' северно.
- Најјужнији пермафрост на северној хемисфери код Ерденетсогт сума, Монголија, 46° 17' северно.
- Најкраће растојање између несмрзнута пустиње и Пермафрост на свету: 770 км.

Већина људи преживљава узгојем стоке. Индустријска активност је концентрисана у регионалним градовима. 
Главне реке у регион су Аму Дарја, Сир Дарја и Урал. Веће водене површине су Аралско и Балхашко језеро од којих су оба део великог западно / средњоазијскога ендореичког базена који такође обухвата Каспијско језеро. Оба језера су се током протеклих деценија значајно смањила због скретања воде из река, које утичу у њих, ради наводњавања и индустрије. Вода је крајње вредан ресурс у аридној Средњој Азији, те може довести до значајних међународних спорова.

### Клима
Будући да Средња Азија није окружена воденом површином, температурне амплитуде су релативно велике.
Према Копеновом систему класификације климе, Средња Азија је део Палеарктичке екозоне. Највећи део у Средњој Азији је део умерених низија и савана. Средња Азија такође садржи и брдско-планинске крајеве.
Превладавају подручја степске и пустињске климе.

## Историја
Историја Средње Азије је дефинисана њеном климом и географијом. Аридност регије учинила је пољопривреда тешким, а удаљеност од мора одсекла ју је од трговине. Стога се у регион развило неколико већих градова, а пре њих су подручјем доминирали номадски коњички народи степа.
Односи између степских номада и седентарних народа у и око Средње Азије дуго су били обележени сукобима. Номадски начин живота био је врло прикладан за ратовање, а степски коњаници су постали једни од војно најмоћнијих народа на свету, ограничени само сопственим недостатком унутрашњег јединства. Велики вође или промене услова периодично су организовали неколико племена у јединствену силу, те су створили готово незаустављиву снагу. Најзначајније су провале Хуна у Европу, напади Ву Хуа на Кину и монголско освајање великог дела Евроазије.
Доминација номада је завршила у 16. веку са појавом ватреног оружја које је омогућило седентарним народима стицање контроле у региону. Русија, Кина и остале силе су се прошириле у регију, а читаву Средњу Азију су заузеле до краја 19. века. Након руске револуције средњоазијске регије су уклопљене у Совјетски Савез. Монголија је остала формално независна, али фактички постала је совјетска сателитска држава. Совјетска подручја Средње Азије доживела су знатну индустријализацију и изградњу инфраструктуре, али и потискивање локалних култура, стотине хиљада мртвих у неуспелим програмима колективизације, те трајну оставштину етничких напетости и еколошких проблема.
Распадом Совјетског Савеза пет земаља је задобило независност. У свим новим државама службеници бивше Комунистичке партије задржали су се на власти као локални моћници. Ни у једној држави нема више репресије каква је била у совјетским временима, али ниједна се нова република не може сматрати функционалном демократијом. Остали делови Средње Азије остали су под влашћу Кине или Русије.

### Геостратегије
Средња Азија је дуго имала стратешки значај једино због близине неколико великих сила на евроазијској копненој маси. Сама регија никада није задржала доминантно стационарно становништво нити је могла употребити природне ресурсе. Стога је ретко кроз историју била седиште утицајне државе. Попут Пољске у европској историји, Средња Азија је била подељена, поново подељена, покорена до нестанка и фрагментирана више пута. Служила је више као борилиште за спољне силе него као сила у свом властитом праву.
На северу су степе омогућиле брзу покретљивост, прво номадских коњаничких народа попут Хуна и Монгола, а касније руских трговаца којима је помогао долазак железнице. Како се Руско царство ширило на исток, продирало је и у Средњу Азију према југу и мору у потрази за топлим морским лукама. Совјетски блок је учврстио доминацију са севера, те покушао да прошири војну и политичку доминацију на југ све до Авганистана.
На истоку је демографски и културни утицај кинеских царстава непрестано вршио притисак према Средњој Азији. Династија Јуан освојила је делове источног Туркестана и Тибета, а каснија династија Минг је поново освојила та подручја неколико векова касније. Као део кинеско-совјетског блока, Кина је заузела Тибет. Када је дошло до кинеско-совјетски раскола Кина се успротивила совјетској доминацији у региону. Најпознатији случај сукоба интереса био је Авганистан. 
На југоистоку Средње Азије осећао се демографски и културни утицај Индије, посебно у Тибету и Хиндукушу. Неколико историјских индијских династија, посебно оних смештених уз реку Инд прошириле су се на Средњу Азију. Индијска територијална експанзија на Средњу Азију била је ограничена планинским ланцима у Пакистану, те културних разлика између хиндуске Индије и онога што је касније постала већином муслиманска Средња Азија.
На југозападу су се средњоисточне силе прошириле на јужна подручја Средње Азије (обично Узбекистан, Авганистан и Пакистан). Неколико персијских царстава је освојило и поново заузело делове Средње Азије. Хеленско царство Александра Великог простирало се у Средњој Азији. Два арапска исламска калифата вршила су знатан утицај широм региона, а модерна држава Иран је такође попут других створила утицај на регију.
У пост-хладноратовском добу Средња Азија је етнички хетерогена склона нестабилности и сукобима. Утицај на подручје не долази само из Русије него и из Турске, Ирана, Кине, Пакистана, Индије и Сједињених Држава:
- Русија наставља да доминира политичким одлучивањем широм Кавказа и бивших република Совјетског Савеза, иако те земље одбацују своје постсовјетске ауторитарне системе, па руски утицај полагано слаби.
- Турска има утицај због етничких и лингвистичких веза са туркијским народима Средње Азије, као и због чињенице да кроз њу пролази нафтовод до Средоземног мора.
- Иран, седиште историјских царстава која су контролисала делове Средње Азије, има историјске и културне везе са регијом, а утркује се у изградњи нафтовода од Каспијског језера до Персијског залива.
- Кина, која већ контролише Синкјанг и Тибет, пројицира знатну снагу на регију, посебно у енергетској / нафтној политици (на пример, кроз Шангајску организацију за сарадњу).
- Пакистан, велика али нестабилна држава која поседује нуклеарно оружје, помагала је у одржању талибанске власти у Авганистану. За неке средњоазијске државе најкраћи пут до океана лежи кроз Пакистан. Пакистан тражи природни гас од Средње Азије, па подржава развој цевовода из средњоазијских земаља.
- Индија, нуклеарна сила у успону, повећава утицај у региону, посебно у Тибету с којим има културне сличности. Индија се види као потенцијална противтежа регионалној моћи Кине.
- И САД је са својим војним интервенисања у регион, те нафтном дипломатијом, такође значајно укључен у регионалну политику.

### Рат против терора
Након напада на САД 11. септембра 2001, Средња Азија је још постала центар геостратешких планова. Влада САД унапредила је статус Пакистана у „главног не-НАТО савезника” због његове улоге као почетне тачке за америчку инвазију Авганистана, осигуравајући обавештења о Ал Каидиним операцијама и предводећи лов на Осаму бин Ладена. Авганистан је служио као скровиште и извор подршке Ал Каиде под заштитом Мухамеда Омара и талибана. Због тога је покренута америчка инвазија 2001. Након што су у Узбекистану и Киргистану успостављене америчке војне базе, Русија и Кина су се забринуле због сталног америчкога војнога присуства у региону.
Сматра се да су Кина и Русија као и неколико бивших совјетских република искористили рат против терора како би повећали притисак на сепаратистичке етничке мањине. Кина је предузела оштре потезе против ујгурских сепаратиста у Сикјангу, док је Русија са већом интензивношћу наставила други рат у Чеченији. Вашингтон, који сматра Русији и Кину стратешким партнерима у Рату против тероризма, није критиковао те потезе, као што би иначе чинио. Етнички мешовите бивше совјетске републике, а посебно Узбекистан сепаратистичке нападе су почели да третирају као терористичке нападе, па су наставили да воде опресивнију политику према својим сепаратистима.

## Култура

### Религије
Ислам је најраширенија религија у бившим совјетским средњоазијским републикама, Авганистану, Сикјангу и периферним западним регионима. Већина средњоазијских муслимана су сунити, иако шиити чине велику већину у Азербејџану, а у Авганистану и Пакистану постоје знатне шиитске мањине. Тибетански будизам је најраширенији у Тибету, Монголији и јужним руским регионима Сибира где је такође популаран шаманизам. Растућа миграција Хан Кинеза према западу од успоставе НРК је довела конфучијанизам и остале религије у регију. Несторијанизам је био облик хришћанства који се раније највише упражњавао у регион у претходним земљама. Због колонизације и освајања Средње Азије у тај део света слило се доста православних Руса и Украјинаца који су део руске православне цркве, чији верници углавном живе у Казахстану и већим градовима централне Азије (Алмати, Бишкек, Ташкент). Бухарски Јевреји су донедавно били знатна заједница у Узбекистану, али су готово сви емигрирали.
Због саме природе туркијских народа Средње Азије (номадски тип живота кроз векове) ислам се није прихватио у тој мери као код осталих народа (Турака, Парса,...). Ислам се највише поштује у рејону Фергане (југозападни део Киргистана).

## Становништво
У Средњој Азији живи више од 80 милиона људи што је око 2% укупног азијског становништва. Од азијских регија мањи број људи има само северна Азија. Густина становништва износи 9 становника на км², што је далеко мање од 80,5 становника по км² колики износи на целом континенту.

### Језици
Језици већине становника бивших совјетских средњоазијских република долазе из туркијске језичке групе. Туркменски, који је блиско повезан са турским (оба су чланови огуске групе), говори се већином у Туркменистану и Авганистану, Ирану и Турској. Казашки, киргиски и татарски су сродни језици групе кипчачких туркијских језика, а говоре се широм Казахстана, Киргистана и Таџикистана, те у Авганистану, Ђингхају и Сингхају. Узбечки и ујгурски се говоре у Узбекистану, Таџикистану и Ксињианг. Руски говоре етнички Руси у Средњој Азији, а широм бивших совјетских средњоазијских република је лингва франка. Кинески има једнаку доминантну присутност у Унутрашњој Монголији, Ћингхају и Сикјангу.
Туркијски језици припадају много већој алтајској језичкој породици, која укључује монголске језике. Монголски се говори широм региона Монголије и у Ђингхају и Сингхају.
Ирански језици су се раније говорили у читавој Средњој Азији, али истакнути согдијски, бактријски и скитски језици данас су изумрли. Ипак се у регион још говори персијски језик, који се локално назива „дари” или „таџички”. 
Главни језици Средње Азије: 
- туркијски језици
  - туркменски
  - казашки
  - киргиски
  - татарски
  - узбечки
  - ујгурски
- ирански језици
  - персијски (дари, таџик)
  - паштунски
- Остали главни језици
  - монголски
  - тибетански
  - руски
  - кинески

### Народи
Средњу Азију одликује шаролик етнички састав становништва. У Средњој Азији живе староседеоци ове области – Таџици, који се убрајају у иранску групу народа. Остало становништво чине досељени турско-монголски народи, као што су Казаси, Узбеци, Туркмени и Киргизи, као и Каракалпаци, номадски народ у Узбекистану.
У Средњој Азији живе и Дунгани, потомци поробљених Хуи Кинеза почетком 19. века. Све државе регије имају велики број православних Руса, нарочито Казахстан, где Руси чине око 27% становништва.